# Aleksandr Kuprin
Aleksandr Ivanovitj Kuprin (ryska: Александр Иванович Куприн), född 7 september (26 augusti enligt g.s.) 1870 i Narovtjat i dåvarande guvernementet Penza, död 25 augusti 1938 i Leningrad, var en rysk författare, pilot, upptäcktsresande och äventyrare. 

## Biografi
Aleksandr Kuprin genomgick militärutbildning, men lämnade militären 1894, och prövade sedan på en rad olika yrken, bland annat journalistik, tandvård, lantmäteri, cirkusartist, jägare och fiskare. 
Även om han inte kunde anses konservativ, stödde han inte  bolsjevismen. Medan han för en kort tid arbetade med Maksim Gorkij på Världslitteraturen förlag, kritiserade han den sovjetiska regimen. Våren 1919 lämnade Kuprin Gattjina nära Petrograd, och flyttade till Frankrike. Han bodde i Paris under de flesta av de kommande 17 åren, men drabbades av alkoholism. Han skrev om detta i många av sina arbeten. Han återvände så småningom till Moskva den 31 maj 1937, bara ett år före sin död, vid kulmen för den stora utrensningen. Hans återkomst medförde publiceringen av hans verk inom Sovjetunionen.
Kuprin var en realist och skrev noveller och romaner som skildrade olika verksamhetsområden, som militärer, fiskare och bönder. Trots att det var hans novell Moloch som 1896 först gjorde honom känd som författare var det hans roman Duellen som gjorde honom berömd.

## Utmärkelser
Asteroiden 3618 Kuprin är uppkallad efter honom.